# Sequestros de crianças na invasão da Ucrânia pela Rússia

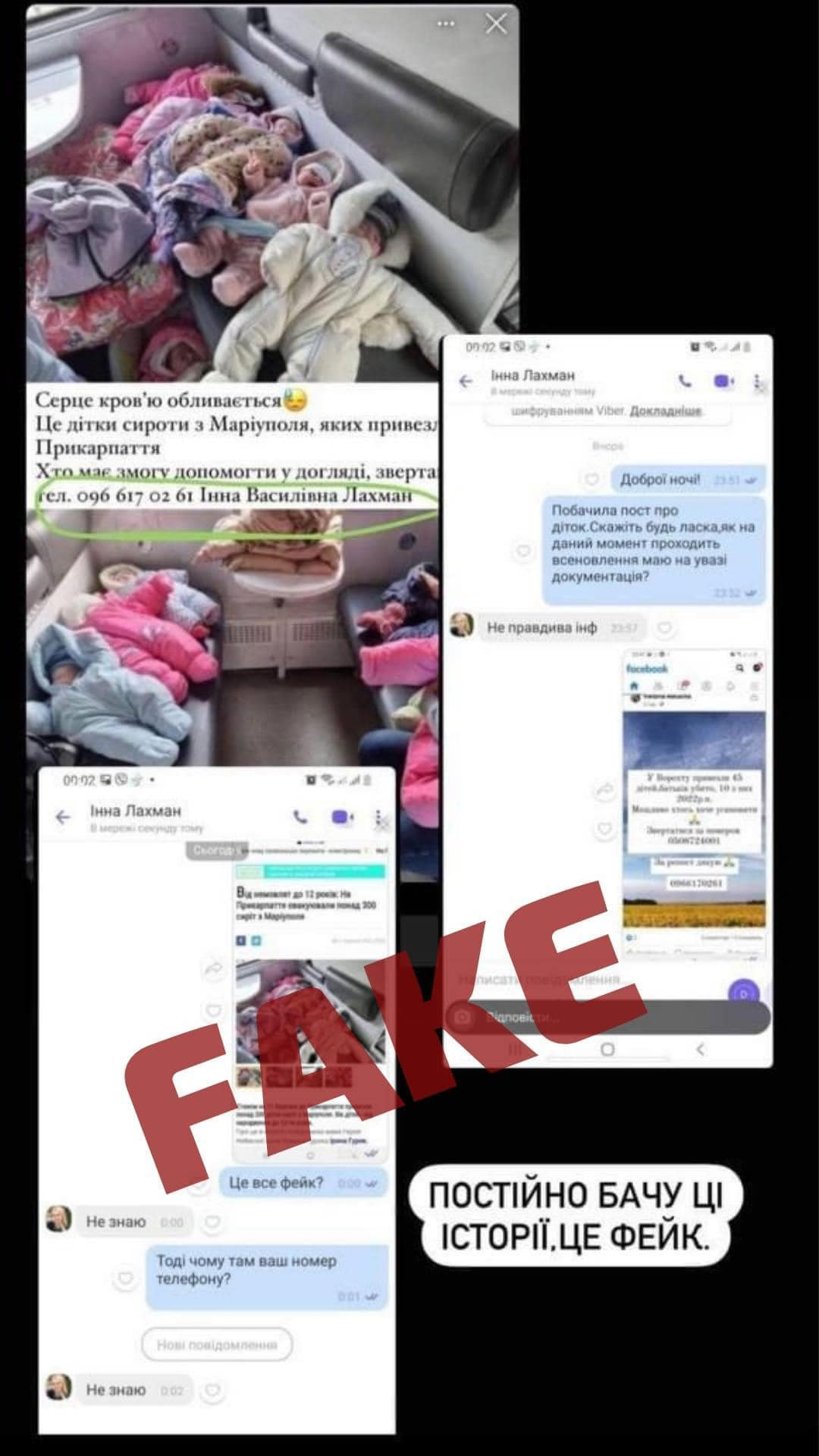
Desde a invasão russa, o Ministério do Interior ucraniano nega publicações nas redes sociais em que indivíduos nos territórios ocupados entregam crianças supostamente órfãs.

Os sequestros de crianças realizados pela Rússia ocorreram durante a invasão da Ucrânia pela Rússia, quando milhares de crianças ucranianas foram sequestradas, deportadas e adotadas à força na Federação Russa. As Nações Unidas declararam que as alegações são "críveis" e que as forças russas enviaram crianças ucranianas à Rússia para adoção como parte de um programa de grande escala. Alguns especialistas afirmaram que, de acordo com o direito internacional, incluindo a Convenção para a Prevenção e a Repressão do Crime de Genocídio de 1948, isso constituiria genocídio. Em 17 de março de 2023, as deportações levaram o Tribunal Penal Internacional a emitir um mandado de prisão para o presidente russo Vladimir Putin (que apoiou explicitamente as adoções forçadas, inclusive promulgando legislação para facilitá-las), bem como para Maria Lvova-Belova, comissária presidencial para os direitos da criança na Rússia.
As forças russas reassentaram crianças ucranianas à força sem o seu consentimento, mentiram para elas que seus pais as rejeitaram, as usaram para propaganda, estabeleceram acampamentos de verão para órfãos ucranianos e "educação patriótica" e os russificaram, dando-lhes uma cidadania e pais russos, com o objetivo de apagar sua identidade ucraniana.
As estimativas do número de crianças ucranianas deportadas para a Rússia variam de 13 mil a 307 mil, sem qualquer indicação de quando elas poderiam retornar às suas cidades de origem. O Gabinete do Procurador-Geral da Ucrânia também afirmou que cerca de 800 crianças morreram ou desapareceram no processo de deportação. Em 15 de março de 2023, o Escritório do Alto-comissário das Nações Unidas para os Direitos Humanos (ACNUDH) declarou que essas transferências forçadas de crianças eram ilegais e um crime de guerra.

## Visão geral
"Eu não queria ir, mas ninguém me perguntou... Meus amigos e familiares não estão aqui."

Anya, — Menina de 14 anos de Mariupol que foi enviada para adoção em Moscou
Os primeiros relatos de deportações forçadas para a Rússia surgiram em meados de março de 2022, durante o  Cerco de Mariupol. No entanto, a Rússia começou a transferir crianças de territórios ucranianos já em 2014.
Em 22 de março de 2022, as autoridades da Ucrânia e dos Estados Unidos alegaram que mais de 2 300 crianças foram sequestradas pelas forças russas dos Oblasts de Donetsk e Luhansk.
Em 30 de maio de 2022, o presidente russo Vladimir Putin assinou um decreto que simplificou o processo de concessão da cidadania russa aos órfãos ucranianos ou àqueles sem cuidados parentais.
De acordo com um relatório de maio de 2022 do Raoul Wallenberg Center for Human Rights em Montreal e do New Lines Institute em Washington, há "motivos razoáveis para concluir" que a Rússia violou dois artigos da Convenção para a Prevenção e a Repressão do Crime de Genocídio de 1948, entre eles o forçar a transferência de crianças ucranianas para a Rússia, em si um ato genocida.
Até 11 de abril, dois terços dos 7,5 milhões de crianças da Ucrânia haviam sido deslocadas de acordo com a ONU. A comissária de direitos humanos da Ucrânia, Lyudmila Denysova, e o embaixador da ONU, Sergiy Kyslytsya, afirmaram na época que mais de 120 mil crianças tinham sido deportadas para a Rússia. Até 26 de maio, mais de 238 mil crianças ucranianas foram deportadas para território russo.
A Ucrânia levantou a questão em uma reunião da OSCE no início de junho, onde o chefe da missão da Ucrânia, Yevhenii Tsymbaliuk, citou uma mensagem de uma criança ucraniana adotada à força, apesar de ter relações de vida próximas.
De acordo com o Ukrainska Pravda, a Rússia levou 267 órfãos de Mariupol para Rostov para se tornarem cidadãos russos, supervisionados por Maria Lvova-Belova. Também informou que as autoridades russas procuraram e recolheram crianças órfãs, para serem levadas para um destino desconhecido.
Em junho de 2022, Mikhail Mizintsev, chefe do Centro de Gerenciamento de Defesa Nacional, afirmou que 1 936 911 ucranianos foram deportados para a Rússia, dos quais 307 423 eram crianças.
Em 7 de setembro, um funcionário das Nações Unidas informou que havia acusações críveis de que as forças russas enviaram crianças ucranianas à Rússia para adoção como parte de um programa de deportação forçada, e o embaixador dos Estados Unidos informou ao Conselho de Segurança da ONU que mais de 1 800 crianças ucranianas foram transferidas para a Rússia somente em julho.
Nos territórios ocupados pela Rússia, milhares de crianças ucranianas foram levadas pelas forças russas para ônibus que as levaram para a Rússia. A propaganda russa apresentou a chegada dessas crianças como um gesto humanitário e patriótico, descrevendo-as como crianças abandonadas resgatadas da guerra. Estações de TV controladas pelo Estado mostraram autoridades dando ursinhos de pelúcia para essas crianças na Rússia. No entanto, muitas dessas crianças tinham pais na Ucrânia, enquanto em outros casos seus pais foram mortos ou presos pelas forças russas. A Sky News divulgou imagens de circuito fechado de televisão, datadas de junho de 2022, de militares russos entrando em um orfanato na cidade de Kherson para procurar órfãos. Como os moradores esconderam as crianças porque ouviram falar do plano dos russos, os militares russos não conseguiram encontrar ninguém lá, mas confiscaram registros e arquivos de computador do orfanato.
Outro processo de sequestro de crianças foi documentado em um relatório da Anistia Internacional, divulgado em 10 de novembro de 2022, sobre "Transferência ilegal e abuso de civis na Ucrânia durante a 'filtração' da Rússia". Durante os chamados procedimentos de "filtração", tropas russas ou pró-russas separaram à força algumas crianças de seus pais. Um menino de 11 anos prestou depoimento à Anistia Internacional:

"Levaram minha mãe para outra barraca. Ela estava sendo interrogada... Disseram que eu ia ser tirado da minha mãe... Fiquei chocado... Não falaram nada sobre para onde minha mãe estava indo. Uma senhora do serviço de proteção infantil de Novoazovsk disse que talvez minha mãe fosse dispensada... Não consegui ver minha mãe... Não tenho notícias dela desde então."
Um caso de sequestro de crianças se relaciona com aqueles em partes ocupadas da Ucrânia, cujos pais, incitados pela propaganda russa, os enviaram voluntariamente para acampamentos de verão na Crimeia para protegê-los da guerra. Quando a Ucrânia recuperou o controle de sua cidade natal, os russos se recusaram a enviar as crianças de volta, detendo-as por tempo indeterminado e, às vezes, talvez transferindo-as para a própria Rússia.

## Corte Criminal Internacional
Vários funcionários russos de alto escalão foram acusados de crimes de guerra pelo Tribunal Penal Internacional por seu suposto envolvimento nos sequestros de crianças. Em 17 de março de 2023, o Tribunal Penal Internacional emitiu um mandado de prisão de Vladimir Putin, alegando que Putin havia participado da deportação ilegal e transferência de crianças da Ucrânia para a Rússia durante a invasão da Ucrânia pela Rússia. Maria Lvova-Belova, a comissária presidencial para os direitos da criança na Rússia, foi sancionada pelos Estados Unidos, Europa, Reino Unido, Canadá e Austrália, e também foi acusada e sentenciada para a prisão.